# Argyractis doriscalis
Argyractis doriscalis là một loài bướm đêm trong họ Crambidae.